# Mastixbuske
Mastixbuske (Pistacia lentiscus) är en växt som tillhör familjen sumakväxter. Den blir upp till tre meter hög och blommar från mars till maj med gula blommor som senare blir till klarröda, blanka bär. Den växer vanligtvis vid vägkanter samt i glesa snår och skogsbryn. Mastixbusken är i motsats till terpentinträdet (Pistacia terebinthus) ständigt grön. Ursprungligen kommer denna buske från Medelhavsområdet och Kanarieöarna.

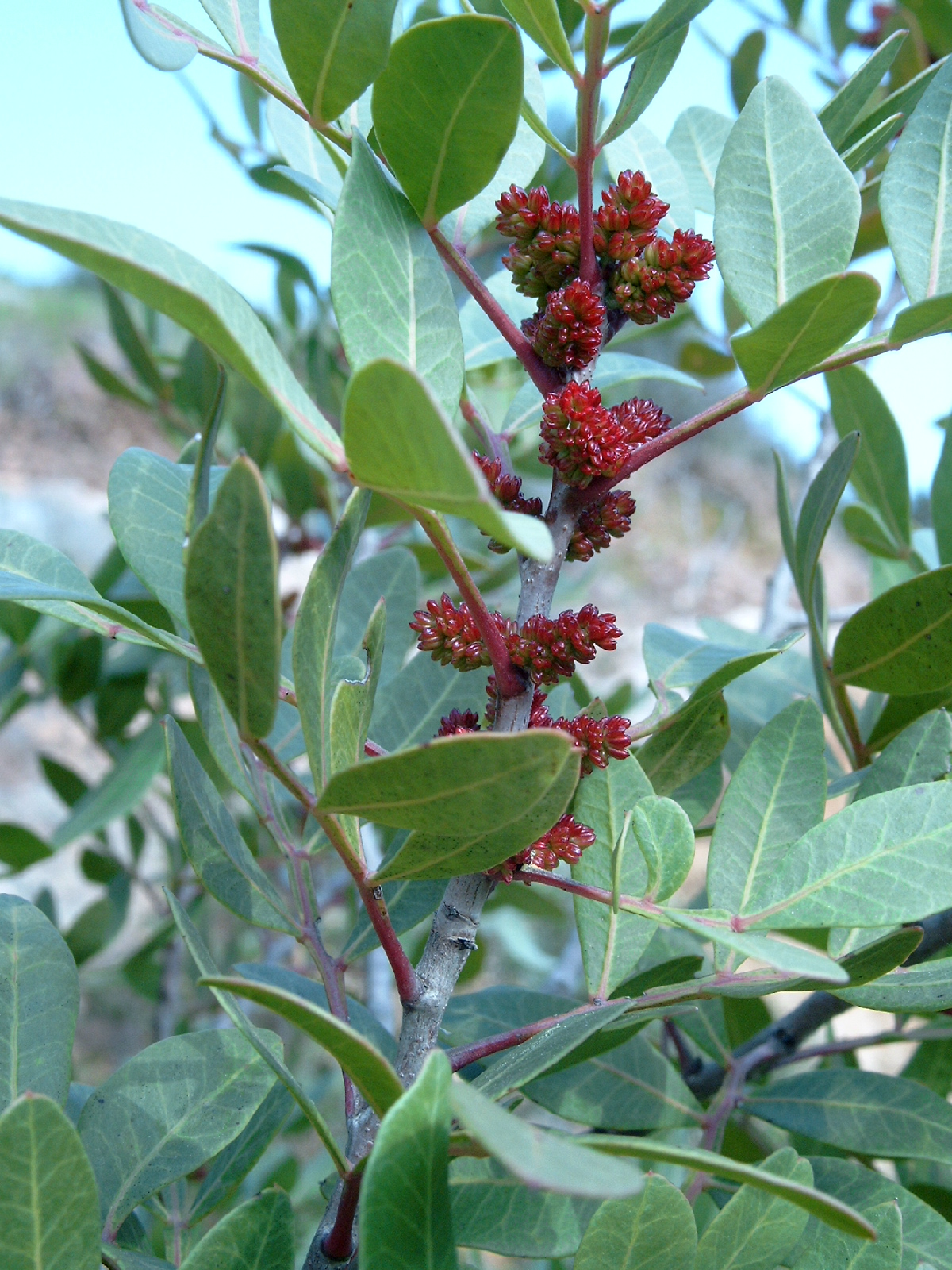
Buske med bär

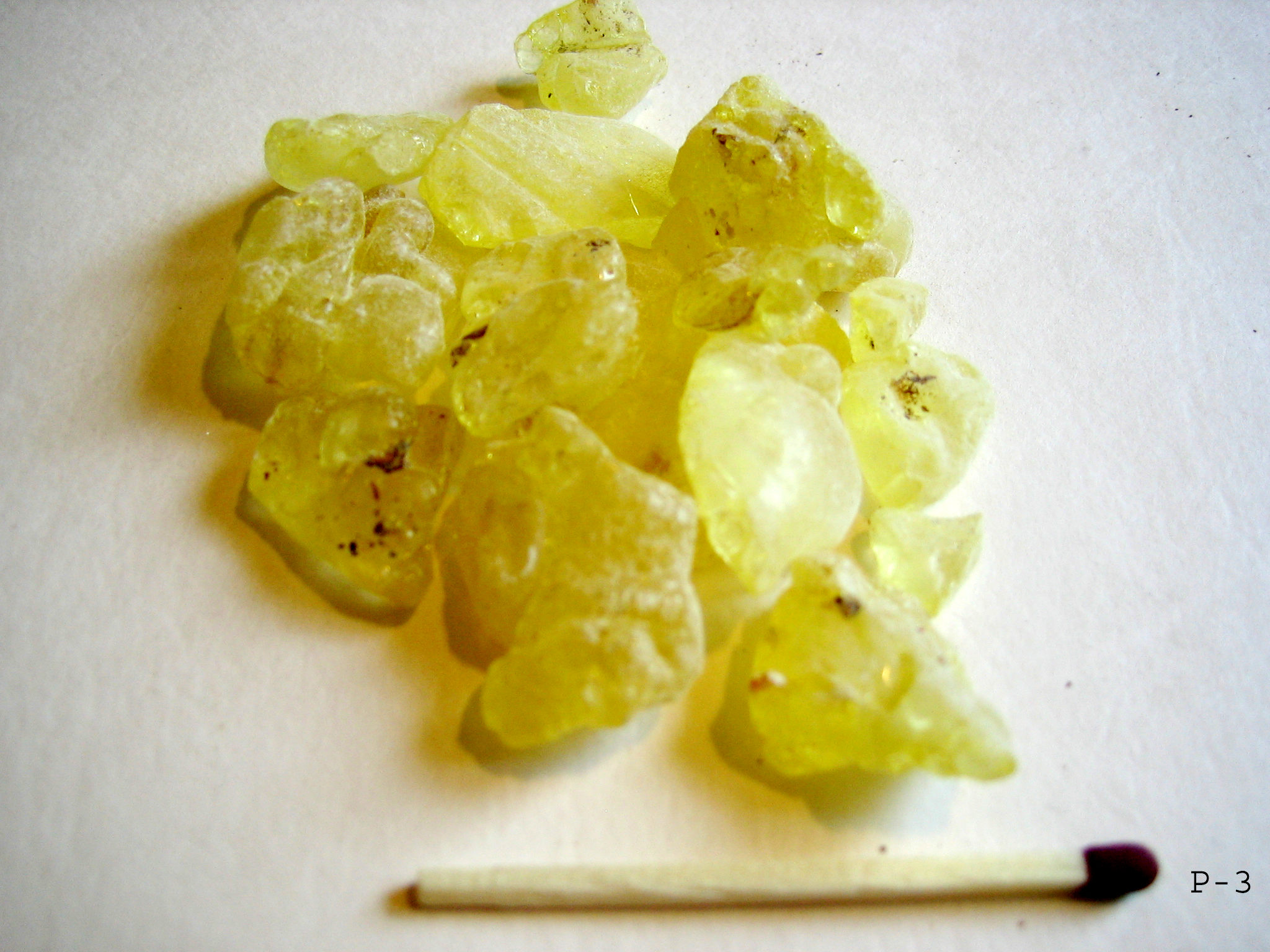

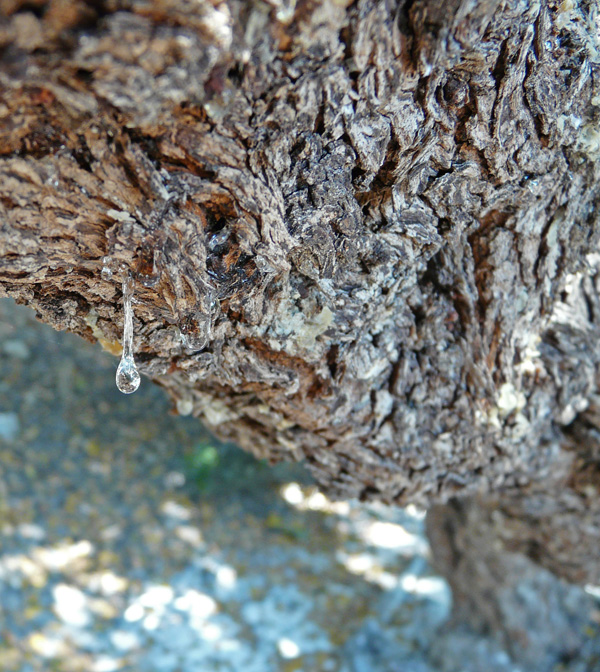

Arten beskrevs av Linné och var tidigt en viktig medicinalväxt. Genom att rista i barken utvinner man mastix som är en flytande harts som sedan gammalt använts medicinskt och till framställning av lack. Intorkad harts har tuggats sedan Theofrastos tid (omkring 300 f.Kr.) för att ge renare tänder och friskare andedräkt.
Artepitetet lentiscus kommer från latinets lentis som betyder lins och syftar trädets utsöndring av harts, som då den utvinns formas till linslika droppar. Den grekiska ön Chios anses vara den största producenten av mastix.